# 陳主税
陳主税（1942年3月28日—1986年8月15日），臺灣作曲家、小提琴家，出生於高雄大樹區，1986年高雄市第五屆文藝獎音樂類得主，曾任台南家專音樂科音樂組主任（現為台南應用科技大學音樂系）、高雄市音樂協進會理事、亞洲作曲家聯盟中華民國總會會員，和妻子鋼琴家劉富美共同推展南臺灣音樂教育與藝術活動。

## 生平
陳主税1942年出生於高雄大樹區。1961年考取國立藝專音樂科，主修小提琴，師事馬熙程教授，並向許常惠教授學習作曲。1964年首次發表作品《秋》。1966年自國立藝專畢業，隔年於國立臺灣藝術教育館參與作品演出，同年與藝專同學、鋼琴家劉富美結婚後定居於高雄市。

## 職業生涯
1971年受聘於台南家專音樂科（為臺灣南部第一個音樂科系，今台南應用科技大學音樂系）。1972年出版作品《抒情鋼琴小品集》。1974年參與中華現代音樂協會第一屆發表會演出，同年，聯合包括作曲家蕭泰然在內的高雄市藝術家組成藝術團體「寒月小集」，並進行兩年跨領域的藝術展演。
其後數年間陸續於亞洲作曲家聯盟中華民國總會之發表會、演奏會中發表作品並進行演出。1981年《抒情鋼琴小品集》再版，出版《台灣歌謠鋼琴組曲I、II》、小提琴曲《憶》、《冬之聲》、《小提琴奏鳴曲》等作品。1982年出版歌樂曲《抒情歌曲集》、弦樂四重奏《歸途》，並於該年度舉辦6場臺灣巡迴個人作品演奏會。1983年出版著作《如何成為一個小提琴教師》。1984年，其作品《練習曲》被選為臺灣音樂比賽鋼琴組指定曲。

## 逝世與逝世後
1986年2月診斷出癌症末期，5月獲頒高雄市第五屆文藝獎音樂類得主，於同年8月離世。2020年時，相關紀念音樂會與展覽《陳主税樂展》於衛武營國家藝術文化中心舉辦。